# Sergio Inclán
Sergio Inclán Cordero (21 de diciembre de 1973 Avilés),  es un exfutbolista y entrenador de fútbol español. Actualmente pertenece al Club de Fútbol Intercity de la Segunda División RFEF.

## Carrera deportiva
Sergio Inclán está en posesión del título nacional de entrenador de fútbol.
En la temporada 2007-08 entrenó al Club Deportivo Mosconia con el que se proclamó campeón consiguiendo el ascenso a Tercera División.
En la temporada 2008-09 fue el entrenador del CD Tineo, de regional preferente, con el que se clasificó en cuarta posición, muy cerca del ascenso a Tercera División.
En la temporada 2009-10, los movimientos en el mercado del fútbol pusieron su nombre en la agenda del FC Cartagena para ser el técnico ayudante de Juan Ignacio Martínez, quien llevaba las riendas del FC Cartagena, equipo de la Segunda División. El equipo estuvo a punto de ascender a la Primera División, en una brillante temporada (la mejor desde la existencia del club) que le supuso estar en lo más alto de la clasificación durante la mayor parte del campeonato.
En 2010 firma como segundo entrenador de Pichi Lucas en el Real Oviedo haciéndose cargo de la primera plantilla tras la destitución del técnico berziano; más tarde, sería segundo entrenador de Pacheta.
En enero de 2012 se convierte en el sustituto de José Luis Fernández destituido tras 8 derrotas consecutivas  en el banquillo del Club Deportivo La Granja, consiguiendo cambiar la dinámica de un equipo que estaba abocado al descenso, consiguiendo la permanencia y una meritoria novena posición en el Grupo 8 de Tercera División. Al final de la temporada, recibe una oferta del Orihuela Club de Fútbol con el conjunto de la Vega Baja del Segura, que tenía el reto de conjuntar lo antes posible un plantel para jugar en Segunda B, aunque la Federación Española seguía sin pronunciarse al respecto, pero una resolución judicial dio la razón al club, al reclamar tras ser excluido de la categoría de aquella manera.
El 13 de agosto de 2012 es presentado por el Orihuela C.F. como nuevo entrenador (su ayudante sería Roberto Cases). Inclán se hizo cargo de la plantilla del Orihuela pese a que el equipo fue descendido administrativamente a Tercera División, categoría en la que empezó la temporada pero que luego abandonó en la tercera jornada tras recuperar su plaza en Segunda B. Fue destituido tras la jornada 9, después de que el equipo comenzó con un esperanzador empate a 0 contra el líder Hospitalet de Miguel Alvarez pero enseguida tuvo que afrontar la dificultad de competir cada 3 días durante mes y medio para recuperar las jornadas de desventaja que llevaba con respecto a los demás equipos de la categoría;  eso supuso un handicap muy importante para una plantilla confeccionada para jugar en 3.ª División y una corta de preparación a consecuencia del comienzo tardío de la pretemporada por las problemas judiciales en los que se veía inmerso el club.
A finales de octubre de 2013 se convierte en entrenador del C.F. Gimástico de Alcázar, para hacerse cargo del equipo y enderezar el rumbo tras la destitución de Juan Vela por los malos resultados de un equipo que esestaba situado en zona de descenso y que acabó en una meritoria 12.ª posición.
En la temporada 2014-15 fue el entrenador de la UD Almansa en el grupo XVIII de la Tercera División. El equipo quedó en segunda posición al finalizar la temporada peleando el Título de liga hasta la última Jornada con Talavera, firmando 80 puntos que es el récord histórico del Club en dicha categoría,  jugando la promoción de ascenso, aunque quedó eliminado contra el CD Martos del Grupo 9 de la tercera división andaluza.
En noviembre de 2015, la junta directiva del Villarrubia C.F., último clasificado del grupo XVIII de la Tercera División con 8 puntos, confirmó la contratación de Sergio Inclán como nuevo entrenador y este consiguió darle la vuelta a la situación y reflotar un equipo hundido consiguiendo mantener la categoría y una meritoria 12.ª posición con 48 puntos.
En octubre de 2017 se hace cargo del C.D. Manchego Ciudad Real, tras la dimision de Armindo Ceccon, el equipo era colista del grupo XVIII de Tercera División, con tan solo 3 puntos en su casillero y tras encajar un severo correctivo de 5 a 0 contra el Socuellamos y tras un gran trabajo es capaz de clasificar el equipo en una novena plaza al término de la campaña, tras una segunda vuelta de ensueño. Tras la buena impresión causada en el equipo de Ciudad Real, renueva para la temporada 2018-19, en la que logra la sexta plaza que es la mejor clasificación del club desde su fundación en 2009.
El 29 de diciembre de 2020, firma como segundo entrenador del Club de Fútbol Intercity de la Tercera División de España, para ayudar al técnico argentino Gustavo Siviero. Al término de la temporada lograrían el ascenso a la Segunda División RFEF. venciendo en la final del play off de ascenso al Elche Ilicitano por 1 a 0. La temporada siguiente 2021/2022 renueva junto a Gustavo Siviero en la nueva categoría de 2.ª División RFEF consiguiendo el ascenso a 1ª División RFEF como campeones del Grupo V.

## Trayectoria como entrenador
- 2005-2006: CD Salas: 10º (Regional Preferente)
- 2006-2007. CD Salas: 4° (Regional Preferente).
- 2007-2008. CD Mosconia: 1° (Regional Preferente), ascenso a 3ª División.
- 2008-2009. CD Tineo: 4° (Regional Preferente).
- 2009-2010. FC Cartagena: 5.º (2.ª División).
- 2010-2011. Real Oviedo: 8° (2.ª División B Grupo II).
- 2011-2012. CD La Granja: 14° (3.ª División Grupo VIII).
- 2012-2013. Orihuela CF:  (2ª División  "B" Grupo Iv).
- 2013-2014. CF Gimástico de Alcázar: 10° (3ª División Grupo XVIII).
- 2014-2015. UD Almansa: 2° Play Off de Ascenso a 2ª B (3ª División Grupo XVIII).
- 2015-2016. Villarrubia CF: 12° (3.ª División Grupo XVIII).
- 2017-2018. CD Manchego Ciudad Real: 9.º (3.ª División Grupo XVIII).
- 2018-2019. CD Manchego Ciudad Real: 6.º (3.ª División Grupo XVIII).
- 2019-2020. CD Manchego Ciudad Real: 13.º (3.ª División Grupo XVIII).
- 2020-2021. CF Intercity: 3° (3.ª División Grupo VI, ascenso a 2ª División RFEF).
- 2021-2022. CF Intercity: 2ª RFEF (2ª RFEF Grupo V, ascenso a 1ª División RFEF)
- 2022-2024 UD Gijon Industrial (3ª RFEF Grupo II)
- Febrero 2025 - …. CD Praviano al (3ª RFEF Grupo II)